# غاريقون كبير الأبواغ
غاريقون كبير الأبواغ (الاسم العلمي:Agaricus macrosporus) هو نوع من الفطريات يتبع جنس الغاريقون من الفصيلة الغاريقونية.